# Noé (Vorname)
Noé (fr: [ˈnɔ.e], pt: [noˈɛ], es: [noˈe]) ist ein männlicher Vorname.

## Herkunft und Bedeutung
Bei Noé handelt es sich um die französische, spanische und portugiesische Form des hebräischen Namens נֹחַ nōaḥ.

## Verbreitung
In der Schweiz hat sich der Name Noé unter den beliebtesten Jungennamen etabliert. Seit 2002 zählt er zu den 100 beliebtesten Jungennamen. Als bislang höchste Platzierung erreichte er im Jahr 2020 Rang 41 der Hitliste (Stand: 2021). In Belgien wird der Name etwas seltener vergeben. Hier stand Noé im Jahr 2021 auf Rang 67 der Vornamenscharts.
In Frankreich stieg der Name zunächst in seiner Variante Noe in den 1990er Jahren in den Vornamenscharts auf. Im Jahr 2002 erreichte der Name erstmals die Top-100 der Hitliste und belegte im Jahr 2009 Rang 33. Nach diesem Höhepunkt sank die Popularität des Namens rapide ab, während die Beliebtheit der Variante Noé sprunghaft anstieg. Fand sich Noé im Jahr 2009 noch nicht unter den 500 meistgewählten Jungennamen, erreichte der Name im Jahr 2011 bereits Rang 48. Zuletzt belegte Noé Rang 20 der Histliste (Stand 2021).

## Varianten
- Altgriechisch: Νῶε Nōe
- Georgisch: ნოე Noe
- Italienisch: Noè
  - Latein: Noe

Die französische, weibliche Variante lautet Noée
Für weitere Varianten: siehe Noah (Name)#Varianten

## Namensträger
- Noé Bloch (1875–1937), russischer Produzent
- Noé Canjura (1922–1970), salvadorianischer Maler
- Noé Claye (* 1999), französischer Telemarker
- Noé Colín (* 1969), mexikanischer Opernsänger
- Noé Duchaufour-Lawrance (* 1974), französischer Innenarchitekt und Designer
- Noé Faignient (ca. 1537–1578), franko-flämischer Komponist
- Noé Gianetti (* 1989), Schweizer Radsportler
- Noé Hernández (1978–2013), mexikanischer Leichtathlet
- Noé Jitrik (1928–2022), argentinischer Literaturwissenschaftler, Redakteur und Schriftsteller
- Noé Medina (* 1943), ecuadorianischer Radrennfahrer
- Shpendi Sollaku (* 1957), albanischer Schriftsteller
- Noé Pamarot (* 1979), französischer Fußballspieler
- Noé Reinhardt (* 1979), französischer Gitarrist des Gypsy-Jazz
- Noé Roth (* 2000), Schweizer Freestyle-Skie
- Noé Sprunger  (* 2000), Schweizer Unihockeyspieler
- Noé da Silva Ximenes (* 1969), osttimorischer Politiker